# ایزابلا آرازووا
ایزابلا آرازووا (آزاریان) (انگلیسی: Izabella Arazova (Arazian)؛ زادهٔ ۲۵ سپتامبر ۱۹۳۶ در روستوف-نا-دونو) آهنگساز سبک موسیقی کلاسیک و مربی موسیقی اهل روسیه-ارمنستان است.